# Троицкий собор (Сибиу)
Свято-Тро́ицкий собо́р (рум. Catedrala Sfânta Treime) — кафедральный собор Сибиуской архиепископии и Трансильванской митрополии Румынской православной церкви, расположенный в городе Сибиу, Румыния. Второй по величине православный храм в Румынии, после кафедрального собора в Яссах.
Необходимость строительства полноценного православного собора в Сибиу стала очевидна при митрополите Трансильвании Андрее (Шагуне). Осенью 1857 года митрополит обратился к австрийскому императору Францу Иосифу за разрешением сбора пожертвований на новый храм. Первым участником стал сам Франц Иосиф, который внёс 1000 золотых флоринов, митрополит Андрей (Шагуна) пожертвовал 2000 флоринов. Взносы продолжали поступать и после смерти митрополита в 1873 году; первый камень в основание православного собора был заложен 18 августа 1902 года. Для постройки был выделен участок в центре города, на улице Митрополии; при этом было снесено восемь домов и небольшая греческая церковь, построенная в 1797—1799 годах, ранее служившая в Сибиу православным собором.
Из 31 варианта, представленного на конкурс, был выбран проект будапештских архитекторов Вирджила Надя и Иосифа Камнера — однонефная базилика в византийском стиле с элементами барокко, вдохновлённая формами константинопольского собора Святой Софии. 13 декабря 1904 году в башни собора были подняты четыре колокола (три из них были переплавлены в пушки Первой мировой войны, лишь в 1926 году колокола зазвонили вновь). 30 апреля 1906 года храм был освящён митрополитом Трансильвании Иоанном (Мециану).
Просторный неф собора накрыт куполом высотой 35 и диаметром 15 метров на световом барабане под медной кровлей. По углам основного объёма — четыре восьмиугольных башенки. Главный вход собора расположен между двумя башнями, квадратными в плане, и оформлен портиком с тремя полукруглыми арками. Между нефом и портиком — просторный вестибюль под цилиндрической крышей, на его фасадной стене — полукруглый витраж. Фронтон украшен круглыми мозаичными медальонами с портретами Иисуса Христа и четырёх евангелистов. Длина собора — 53 метра, ширина — 25 метров, высота башен с крестами — 45 метров. Внешние стены собора отделаны красным и жёлтым кирпичом, при этом пять рядов желтого кирпича чередуются с тремя рядами красного.
Интерьер собора богато расписан, украшен разноцветной мозаикой и витражами. Внутри главного купола — фреска с изображением Спаса Вседержителя в окружении ангелов в оригинальном неовизантийском стиле с румынскими национальными мотивами; позолоченная люстра с 76 лампами. Иконостас собора выполнен из позолоченного резного дерева.